# 仙岩道路
- 日本の道路 > 一般国道 > 国道46号 > 仙岩道路

仙岩道路（せんがんどうろ）は、岩手県岩手郡雫石町橋場より秋田県仙北市田沢湖生保内にいたる、国道46号のバイパスである。
盛岡市・秋田市の両県庁所在地を結ぶ重要な道路として1964年（昭和39年）、仙岩峠を越える自動車道（別名：南八幡平パークライン）が、岩手・秋田両県の大きな期待を集めて開業した。しかし、この道路は急勾配と急カーブの連続で通行しにくく、また冬季は積雪のため通行止めになってしまうなど、当初期待されていた目的を果たせない状態であった。そのため、開通間もない1970年（昭和45年）には、新たな道路の工事が始まった。
こうして、当時最新鋭の技術と莫大な建設費を投入し、険しい山にとりつく桟道のような橋と、仙岩トンネル（全長:2,544m）を始めとする長大トンネルを連ねた道路が1976年（昭和51年）11月に開通。両県の県境は通年の通行が可能となり、当初期待されたような秋田・岩手両県を結ぶ大動脈の一部として機能するようになった。

## 概要
- 総延長：11.6km
- 起点：岩手県岩手郡雫石町橋場字荒沢（岩手県道266号国見温泉線交点、国見温泉入口交差点）
- 終点：秋田県仙北市田沢湖生保内字武蔵野（武蔵野交差点）
- 通行不能区間：無し。

## 道路施設

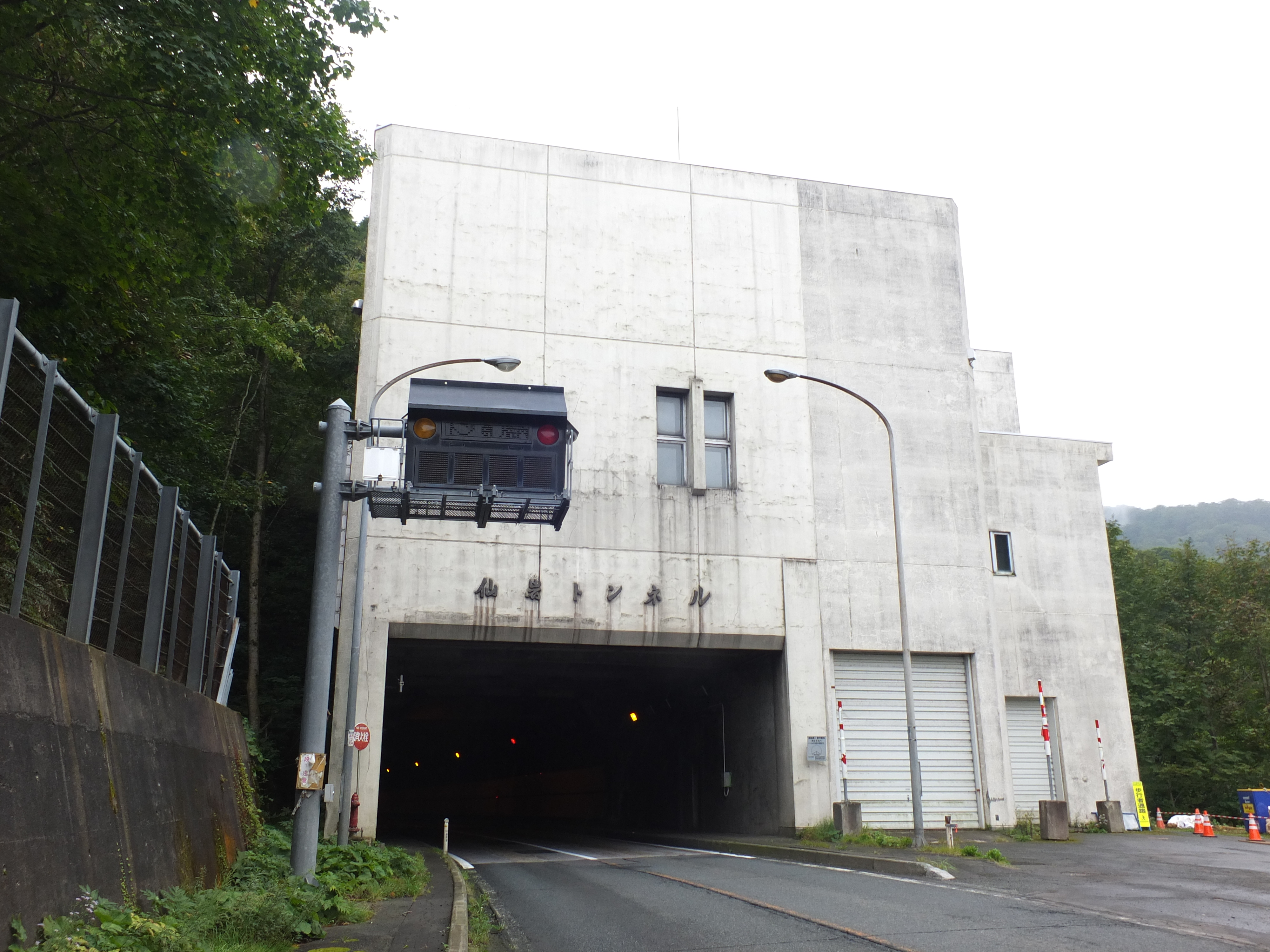
仙岩トンネル岩手換気所

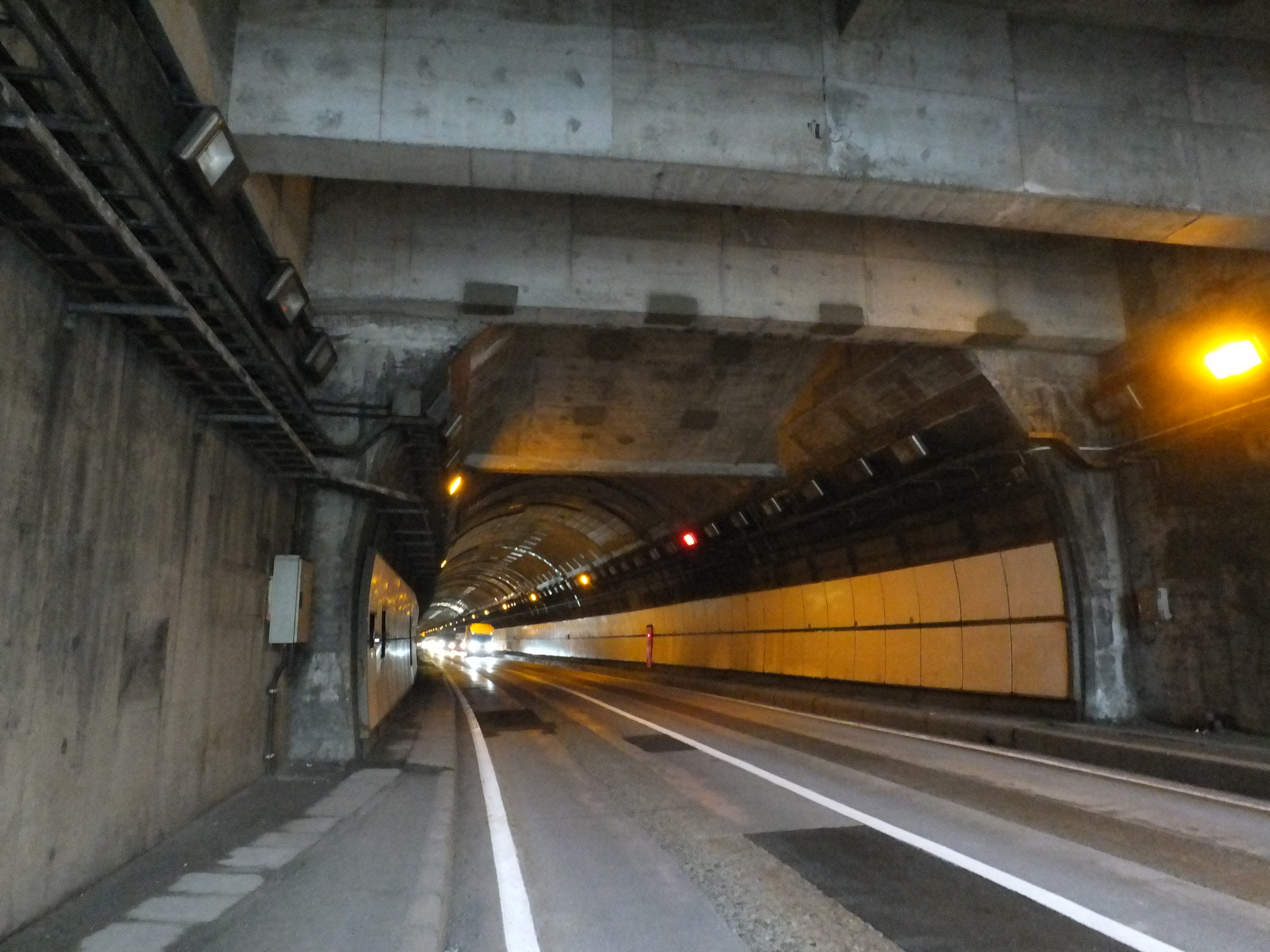
仙岩トンネル岩手県側坑口

|     | 施設名         | よみ                       | 全長     | 完成年   | 所在地             |
| --- | -------------- | -------------------------- | -------- | -------- | ------------------ |
| B1  | 宝風橋         | たからかぜはし             | 209.4m   | 昭和48年 | 秋田県仙北市       |
| B2  | 湖山橋         | こざんはし                 | 229.6m   | 昭和50年 | 秋田県仙北市       |
| T1  | 湖山トンネル   | こざんとんねる             | 235.0m   | 昭和47年 | 秋田県仙北市       |
| B3  | 須神橋         | すがみはし                 | 210.0m   | 昭和47年 | 秋田県仙北市       |
| T2  | 須神トンネル   | すがみとんねる             | 405.0m   | 昭和47年 | 秋田県仙北市       |
| B4  | 桂巣橋         | かつらすはし               | 41.9m    | 昭和47年 | 秋田県仙北市       |
| T3  | 桂巣トンネル   | かつらすとんねる           | 392.5m   | 昭和49年 | 秋田県仙北市       |
| B5  | 堀木橋         | ほりきはし                 | 147.2m   | 昭和49年 | 秋田県仙北市       |
| T4  | 堀木トンネル   | ほりきとんねる             | 155.0m   | 昭和48年 | 秋田県仙北市       |
| B6  | 蛇沢橋         | へびさわはし               | 87.9m    | 昭和48年 | 秋田県仙北市       |
| B7  | 猿倉橋         | さるくらはし               | 64.3m    | 昭和48年 | 秋田県仙北市       |
| B8  | 樹海橋         | じゅかいはし               | 23.0m    | 昭和47年 | 秋田県仙北市       |
| T5  | 板谷トンネル   | いたやとんねる             | 149.0m   | 昭和48年 | 秋田県仙北市       |
| B9  | 板谷橋         | いたやはし                 | 40.0m    | 昭和46年 | 秋田県仙北市       |
| T6  | 生保内トンネル | おぼないとんねる           | 588.4m   | 昭和47年 | 秋田県仙北市       |
| B10 | 木滝沢橋       | きたきざわはし             | 151.6m   | 昭和48年 | 秋田県仙北市       |
| B11 | 熊見橋         | くまみはし                 | 53.6m    | 昭和47年 | 秋田県仙北市       |
| B12 | 山紫橋         | さんしはし                 | 40.8m    | 昭和48年 | 秋田県仙北市       |
| T7  | 大平トンネル   | おおひらとんねる           | 470.0m   | 昭和49年 | 秋田県仙北市       |
| B13 | 大平沢橋       | おおひらさわはし           | 155.0m   | 昭和48年 | 秋田県仙北市       |
| T8  | 仙岩トンネル   | せんがんとんねる           | 2,544.0m | 昭和48年 | 秋田県仙北市       |
| T8  | 仙岩トンネル   | せんがんとんねる           | 2,544.0m | 昭和48年 | 岩手県岩手郡雫石町 |
| B14 | 下晩鳥橋       | しもばんどりはし           | 65.0m    | 昭和48年 |                    |
| B15 | 竜川第2陸橋    | りゅうかわだいにりっきょう | 83.0m    | 昭和48年 |                    |
| B16 | 下鹿倉橋       | しもしかくらはし           | 73.0m    | 昭和47年 |                    |
| B17 | 竜川陸橋       | りゅうかわりっきょう       | 34.5m    | 昭和48年 |                    |
| B18 | 上竜川橋       | かみりゅうかわはし         | 70.0m    | 昭和47年 |                    |
| B19 | 下竜川橋       | しもりゅうかわはし         | 101.0m   | 昭和47年 |                    |
| B20 | 下荒沢橋       | しもあらさわはし           | 30.0m    | 昭和46年 |                    |
| B21 | 大平橋         | おおだいらはし             | 51.3m    | 昭和47年 |                    |